# António Fidalgo
António Fidalgo est un footballeur portugais, né le 7 novembre 1952 à São Felix da Marinha. Il évoluait au poste de gardien de but.

## Carrière

### Joueur
António Fidalgo fait partie des juniors du Sporting Espinho pendant la saison 1969-70, avant d'être recruté comme jeune espoir avec le Benfica.
Il fait partie de l'équipe première dès la saison 1970, mais il est placé en 3e gardien par le club. Il ne joue pas, et c'est pour cela qu'il repart chez les jeunes, cette fois-ci avec le Benfica. Il est à nouveau promu dans l'effectif pro, pour la saison 1972-73, mais une nouvelle fois il ne joue pas. C'est pour cela que par la suite, il s'envole du côté de Leixões une saison, mais il ne joue que trois matchs.
Il revient à nouveau à Benfica, dès la saison 1974-75, mais cette saison-là, il est placé et joue avec l'équipe réserve. Il y reste jusqu'en 1976 avec le club des Aigles avant de s'envoler dans un autre club.
Il quitte Benfica, pour la saison 1976-77, et part du côté du Sporting Braga, il y dispute la totalité des matchs du championnat portugais et est élu le meilleur gardien de but de l'année.
Après cette belle saison du côté de Braga où il arrive notamment à être finaliste en Coupe du Portugal, il revient la saison suivante une nouvelle fois au club de ses débuts, le Benfica Lisbonne, il ne trouve pas sa place, et joue seulement sept rencontres. La saison suivante, il joue une seule rencontre ce qui suscite son départ vers un autre club.
Son aventure au Benfica est terminée, et c'est l'autre « géant » du Portugal, le Sporting Portugal qui vient le recruter. Il y joue un peu plus de matchs, une totalité de quinze matchs, et il aide son club pendant la saison 1979-80 à remporter le championnat. Les saisons suivantes, il sert de doublure et joue seulement un match par saison, sur les deux années suivantes. 
Le club de Salgueiros vient le recruter, il y dispute une seule saison en 1983-84, et joue quinze matchs avec l'équipe de Salgueiros.
Ses deux dernières saisons, il les dispute en seconde division avec le GD Estoril-Praia, avant de mettre un terme à sa carrière et de devenir entraîneur avec l'équipe d'Estoril.

### Statistiques en joueur
| Saison                | Club                  | Championnat           | Championnat | Championnat | Coupe(s) nationale(s) | Coupe(s) nationale(s) | Supercoupe | Supercoupe | Compétition(s) continentale(s) | Compétition(s) continentale(s) | Compétition(s) continentale(s) | Total | Total |
| Saison                | Club                  | Division              | M.          | B.          | M.                    | B.                    | M.         | B.         | Comp.                          | M.                             | B.                             | M.    | B.    |
| 1972-1973             | Benfica Lisbonne      | 1                     | 0           | 0           | -                     | -                     | -          | -          | C1                             | -                              | -                              | 0     | 0     |
| Sous-total            | Sous-total            | Sous-total            | 0           | 0           | -                     | -                     | -          | -          | -                              | -                              | -                              | 0     | 0     |
| 1973-1974             | Leixões SC            | 1                     | 3           | -           | -                     | -                     | -          | -          | -                              | -                              | -                              | 3     | 0     |
| Sous-total            | Sous-total            | Sous-total            | 3           | -           | -                     | -                     | -          | -          | -                              | -                              | -                              | 3     | 0     |
| 1974-1975             | Benfica Lisbonne B    | -                     | -           | -           | -                     | -                     | -          | -          | -                              | -                              | -                              | 0     | 0     |
| Sous-total            | Sous-total            | Sous-total            | -           | -           | -                     | -                     | -          | -          | -                              | -                              | -                              | 0     | 0     |
| 1975-1976             | Benfica Lisbonne      | 1                     | 1           | 0           | -                     | -                     | -          | -          | C1                             | -                              | -                              | 1     | 0     |
| Sous-total            | Sous-total            | Sous-total            | 0           | 0           | -                     | -                     | -          | -          | -                              | -                              | -                              | 0     | 0     |
| 1976-1977             | Sporting Braga        | 1                     | 34          |             | -                     | -                     | -          | -          | -                              | -                              | -                              | 34    | 0     |
| Sous-total            | Sous-total            | Sous-total            | 38          |             | -                     | -                     | -          | -          | -                              | -                              | -                              | 38    | 0     |
| 1977-1978             | Benfica Lisbonne      | 1                     | 7           | -           | -                     | -                     | -          | -          | C1                             | -                              | -                              | 7     | 0     |
| 1978-1979             | Benfica Lisbonne      | 1                     | 1           | 0           | -                     | -                     | -          | -          | C3                             | -                              | -                              | 1     | 0     |
| Sous-total            | Sous-total            | Sous-total            | 8           | -           | -                     | -                     | -          | -          | -                              | -                              | -                              | 8     | 0     |
| 1979-1980             | Sporting Lisbonne     | 1                     | 19          | -           | -                     | -                     | 1          | -2         | C3                             | -                              | -                              | 20    | -2    |
| 1980-1981             | Sporting Lisbonne     | 1                     | 6           | -           | -                     | -                     | -          | -          | C1                             | -                              | -                              | 6     | 0     |
| 1981-1982             | Sporting Lisbonne     | 1                     | 2           | 0           | -                     | -                     | 0          | 0          | C3                             | -                              | -                              | 2     | 0     |
| 1982-1983             | Sporting Lisbonne     | 1                     | 2           | -           | -                     | -                     | -          | -          | C1                             | -                              | -                              | 2     | 0     |
| Sous-total            | Sous-total            | Sous-total            | 30          | -           | -                     | -                     | 1          | -2         | -                              | -                              | -                              | 31    | -2    |
| 1983-1984             | SC Salgueiros         | 1                     | 15          | -           | -                     | -                     | -          | -          | -                              | -                              | -                              | 15    | 0     |
| Sous-total            | Sous-total            | Sous-total            | 15          | -           | -                     | -                     | -          | -          | -                              | -                              | -                              | 15    | 0     |
| 1984-1985             | GD Estoril-Praia      | 2                     | -           | -           | -                     | -                     | -          | -          | -                              | -                              | -                              | 0     | 0     |
| 1985-1986             | GD Estoril-Praia      | 2                     | -           | -           | -                     | -                     | -          | -          | -                              | -                              | -                              | 0     | 0     |
| Sous-total            | Sous-total            | Sous-total            | -           | -           | -                     | -                     | -          | -          | -                              | -                              | -                              | 0     | 0     |
| Total sur la carrière | Total sur la carrière | Total sur la carrière | 167         | -36         | -                     | -                     | 1          | -2         | -                              | 0                              | 0                              | 168   | -38   |

### Entraîneur
Il prend le statut d'entraîneur-joueur pendant la saison 1983-84 avec l'équipe de Salgueiros. Il reprend les reines de Salgueiros à partir de la 18e journée en fin de saison, il prend le relais et devient le successeur de Octávio Machado. Il ne dispute que trois matchs, avant de laisser place à António Jesus Pereira. Son successeur reste à peine trois rencontres de championnat, avant qu'une nouvelle fois António Fidalgo reprenne l'équipe jusqu'à la fin de la saison.
Après ses deux saisons de joueur avec le GD Estoril-Praia, il prend les rênes d'entraîneur trois ans après son statut d'entraîneur-joueur avec Salgueiros, et pour sa première première saison il fait un bon parcours en arrivant 5e de deuxième division. (Par curiosité, Antonio Fidalgo a lancé Fernando Santos comme entraîneur à Estoril Praia. À l’époque Santos, défenseur, a passé à vingt-trois ans son diplôme d’ingénieur en électronique et télécommunications.)
De ses bonnes performances, il reprend la saison suivante le club du Salgueiros, club où il est passé joueur quelques années auparavant, il reprend le club après la 14e journée après le départ de Fernando Festas. Il joue le rôle de sauveur, mais ce rôle il n'arrive pas à le remplir, et voit son club contraint de finir à la 19e place, ainsi d'être relégué en deuxième division.
À la suite de cela, il prend en charge un autre club, cette fois il dispute une nouvelle fois la deuxième division et prend en main le CF Esperança de Lagos, avant que son club finisse 16e ainsi relégué en troisième division, il est limogé en cours de route, avec ses mauvais résultats. Ainsi, il prend le reste de la saison en compte le club de Varzim ainsi terminant 6e de la zone nord en deuxième division.
La saison 1989-90, António part une nouvelle fois cette fois c'est du côté de la Serra da Estrela, pour le Sporting Covilhã. Il y finit 10e en deuxième division.
António Fidalgo est aussi connu pour être un des héros de l'histoire du SC Campomaiorense, tout juste promu de III Divisão (soit la 4e division nationale) il prend les rênes du club, et finit 2e à un point de la montée qui file pour le SC Olhanense. La saison suivante 1991-92, son club parvient à finir la troisième division à la 1re place. Pour la première fois de son histoire le SC Campomaiorense passe de « amateur » à un club professionnel. À la suite de cela son club dispute la deuxième division pour la saison suivante, malgré ceci il quitte le club de Campo Maior.
De retour, dans le football portugais, entraîneur expérimenté, il prend le Benfica Castelo Branco et dispute la saison 1992-93, qui n'est pas un grand succès, car son club termine à la dernière place soit 18e, ainsi relégué.
Il revient au SC Campomaiorense après son passage raté au Benfica Castelo Branco, il n'arrive pas à refaire le même succès qu'à son passée, il finit limogé pendant la 13e journée, à la suite d'un (0-6) fatal contre le AD Ovarense. Son club est alors à la 15e place, et frôle la relégation. Manuel Fernandes reprend le club en main, et sauve la saison en finissant à la 10e place.
Après douze ans où il n'était plus apparu dans le monde du football, il revient pendant la saison 2005-06 et reprend en main le CA Valdevez après le licenciement de Alberto Fernandes, mais ne parvient pas à son club la relégation. Cependant, il est maintenu et parvient la montée en assurant la 1re place en III Divisão - Série A.
Après son bon retour à Valdevez, il signe du côté du SC Vianense et parvient à faire monter le club de Viana do Castelo. Il commence sa saison 2008-09, en troisième division, mais fait de mauvais résultats, qui finit pour lui, d'être limogé du club.
Le retour de António en première division sur le banc, se fait en Madère du côté du CS Marítimo. Il prend place d'entraîneur adjoint aux côtés de Mitchell van der Gaag, qui parviennent ainsi à faire une belle saison, en assurant une place européenne, malgré cela il reste que jusqu'à la fin de la saison.

### Statistiques en entraîneur
| Résultats | Résultats              | Résultats                  | Résultats | Résultats | Résultats | Résultats | Résultats | Autres matches | Autres matches | Autres matches | Autres matches  | Total       | Total   | Total      |
| Saison    | Club                   | Pays                       | Place     | Victoires | Nuls      | Défaites  | Titres    | Victoires      | Nuls           | Défaites       | Titres          | % Victoires | % Nuls  | % Défaites |
| --------- | ---------------------- | -------------------------- | --------- | --------- | --------- | --------- | --------- | -------------- | -------------- | -------------- | --------------- | ----------- | ------- | ---------- |
| 1983-1984 | Salgueiros             | I Divisão                  | 11e       | 3         | 2         | 5         | –         | ?              | ?              | ?              | –               | ?           | ?       | incomplet  |
| 1986-1987 | Estoril-Praia          | II Divisão - Zona Sul      | 5e        | 10        | 13        | 7         | –         | 1              | 1              | 1              | –               | 33,33 %     | 42,42 % | 24,24 %    |
| 1987-1988 | Salgueiros             | I Divisão                  | 19e       | 5         | 7         | 12        | Reléguée  | ?              | ?              | ?              | –               | ?           | ?       | incomplet  |
| 1988-1989 | Esperança de Lagos     | II Divisão - Zona Sul      | –         | ?         | ?         | ?         | –         | ?              | ?              | ?              | –               | ?           | ?       | inconnu    |
| 1988-1989 | Varzim                 | II Divisão - Zona Norte    | 6e        | ?         | ?         | ?         | –         | ?              | ?              | ?              | –               | ?           | ?       | inconnu    |
| 1989-1990 | Sporting Covilhã       | II Divisão - Zona Centro   | –         | ?         | ?         | ?         | –         | ?              | ?              | ?              | –               | ?           | ?       | inconnu    |
| 1990-1991 | Campomaiorense         | II Divisão B - Zona Sul    | 2e        | 21        | 6         | 11        | –         | 2              | 0              | 1              | –               | 56,09 %     | 14,63 % | 29,26 %    |
| 1991-1992 | Campomaiorense         | II Divisão B - Zona Centro | 1er       | 21        | 6         | 7         | ?         | 5              | 0              | 1              | Promu play-offs | 65 %        | 15 %    | 20 %       |
| 1992-1993 | Benfica Castelo Branco | II Divisão Honra           | –         | ?         | ?         | ?         | –         | ?              | ?              | ?              | –               | ?           | ?       | inconnu    |
| 1993-1994 | Campomaiorense         | II Divisão Honra           | –         | 4         | 2         | 7         | –         | 0              | 0              | 1              | –               | 28,57 %     | 14,28 % | 57,14 %    |
| 2005-2006 | Valdevez               | II Divisão - Série A       | 12e       | 7         | 1         | 5         | Reléguée  | 0              | 0              | 1              | –               | 50 %        | 7,14 %  | 42,85 %    |
| 2006-2007 | Valdevez               | III Divisão - Série A      | 1er       | 20        | 5         | 5         | ?         | 2              | 0              | 1              | –               | 66,66 %     | 15,15 % | 18,18 %    |
| 2007-2008 | Vianense               | III Divisão - Série A      | 2e        | 17        | 10        | 9         | ?         | 1              | 0              | 1              | –               | 47,36 %     | 26,31 % | 26,31 %    |
| 2008-2009 | Vianense               | II Divisão - Série A       | –         | 2         | 5         | 7         | –         | 0              | 0              | 1              | –               | 13,33 %     | 33,33 % | 53,33 %    |
| Total     | Total                  | Total                      | Total     | incomplet | incomplet | incomplet | 2         | incomplet      | incomplet      | incomplet      | –               | ? %         | ? %     | ? %        |

- Autres matchs : sont considérées comme des compétitions officielles des matchs non-championnat (coupe nationale, coupe de la ligue, coupes continentales, matchs de play-offs, supercoupe.. etc). Compétitions non acceptée : compétitions non officielles (matchs amicaux, trophée de pré-saison)

## Palmarès

### Portugal
- Finaliste du championnat d´Europe des moins 20 ans - 1971
- Élu meilleur gardien de but du championnat d´Europe des moins 20 ans - 1971

### Benfica
- Vainqueur du championnat du Portugal - (juniors)
- Finaliste de la Coupe du Portugal - 1971
- Champion du Portugal - 1976
- Vice-champion du Portugal : — 1978 et 1979

### Sporting Braga
- Finaliste de la Coupe du Portugal - 1977
- Vainqueur de la Coupe FPF - 1977
- Élu meilleur gardien de but de l'année - 1977

### Sporting
- Vainqueur du championnat du Portugal en 1980 et 1982
- Vainqueur de la Coupe du Portugal - 1982
- Finaliste de la Supercoupe du Portugal - 1979

### Campomaiorense
- Vainqueur de la II Divisão B - Zona Centro - 1992

### Valdevez
- Vainqueur de la III Divisão - Série A - 2007